# Тонкопряды
Тонкопряды (лат. Hepialidae) — семейство бабочек из надсемейства Hepialoidea подотряда хоботковых. Крылья у тонкопрядов продолговатой формы, все почти одинаковой длины и с одинаковым числом жилок (12); по своему жилкованию и также по некоторым другим особенностям организации тонкопряды относятся к наиболее низко организованным бабочкам. Во время покоя крылья лежат крестообразно; голени ног без шпор; хоботок очень короткий и недоразвитый, так что бабочки совершенно не принимают пищи; усики очень маленькие, чётковидные; глазки отсутствуют. В ископаемом состоянии известны с позднего эоцена.

## Описание
Бабочки средних и крупных размеров с размахом крыльев 25—140 мм. Передние и задние крылья с почти одинаковыми по форме и величине, покрытыми редкими, плотно прижатыми чешуйками. Голова маленькая, с редуцированным ротовым аппаратом: хоботок отсутствует, челюстные щупики не развиты, губные щупики очень короткие. Усики очень короткие. Сцепление крыльев между собой осуществляется с помощью особого лопастевидного выроста на заднем крае переднего крыла. Жилкование передних и задних крыльев почти одинаковое; все главные жилки и костальный край связаны между собой у основания крыла поперечными жилками. Шпоры на ногах отсутствуют. Задние голени иногда сильно расширены или булавовидно вздуты, несут щетки или пучки акдроконналных чешуек. Брюшко цилиндрическое, удлиненное, далеко выдается за задний край крыльев.

## Биология
Бабочки афаги. Летают очень непродолжительное время, преимущественно перед заходом солнца и в сумерках. Яйца откладывают по одному или рассеивают в полете поблизости от кормовых растений. Гусеницы удлиненно-цилиндрические, со скошенной вперед головой и очень крупным сильно склеротнзованным передне грудным щитком Брюшные ноги короткие, с многорядным или двурядным венцом крючьев. Живут под землей на корнях или в корнях различных травянистых растений, реже на стволах деревьев и кустарников. Развитие протекает в течение 1—3 лет. Куколка с неплотно слитыми придатками, с рядами крепких шипов и зубцов на дорсальной и вентральной сторонах подвижных сегментов.

## Виды
Самый распространённый род тонкопрядов Hepialus имеет представителей в различных странах; в Европе встречается 10 видов. Из них наиболее обыкновенен Hepialus humuli, у которого замечается резкий половой диморфизм в окраске, а именно самцы сверху серебристо-белого цвета, а у самок передние крылья жёлтые с красными пятнами и полосками, а задние сероватые; в размахе 4—6 см. Бабочки летают вечером в июне и июле по сырым лугам. Гусеницы жёлто-бурого цвета с красноватыми крапинками и жёлтой головой, питаются корнями хмеля и щавеля.
У другого обыкновенного европейского вида Phymatopus hecta передние крылья самца красновато-жёлтые с 2 косыми рядами серебристых пятен, окаймлённых чёрным, у самки они сероватые с 2 более светлыми косыми полосками; задние крылья тёмно-серые; в размахе 2—3 см. Самцы отличаются ещё тем, что лапки на задних ногах у них совершенно отсутствуют, а голени являются воздушными и покрытыми на конце длинными чешуйками, которые выделяют особое пахучее вещество, служащее для раздражения самок; голени ног (вместе с 2 основными лапками ноги) бывают обыкновенно втянуты в особые карманы, находящиеся на брюшке, и выдвигаются только во время отыскивания самцом самки. Бабочки летают в июне и июле; гусеницы питаются корнями различных растений, преимущественно вереска.
Также известен Тонкопряд Шамиля — реликт древней тропической фауны, некогда существовавшей на Кавказе.

## Систематика
Семейство тонкопрядов (Hepialidae) представляют собой наиболее разнообразную группу в составе инфраотряда Exoporia. Семейство включает 60 родов и около 600 видов в мировой фауне. В палеарктике около 25 видов, на территории России встречается 11 видов.
Рода Fraus (эндемичен для Австралии), Gazoryctra (Голарктика), Afrotheora (Южная Африка), Antihepialus (Африка) являются наиболее примитивными (вместе они включают 51 вид) и сегодня их отделяют от собственно Hepialidae sensu stricto, которые формируют естественную, но более продвинутую группу. Более продвинуты и разнообразны рода Oxycanus (73 вида), Endoclita (60), Thitarodes (51) и Cibyra (50) Exoporia.

## Морфология
Семейство Hepialidae рассматривается как одно из наиболее примитивных среди бабочек (см. Kristensen, 1999: 61—62). Они формируют базальную группу Microlepidoptera, хотя размер варьирует от очень мелких до крупных с размахом крыльев до 250 мм у представителей рода Zelotypia (единственный вид Z. stacyi из Австралии). Многие виды демонстрируют сильный половой диморфизм с мелкими самцами, а некоторые самки, например в родах Pharmacis и Aoraia являются брахиптерными с редуцированным крыловым жилкованием.